# جورج کمبل اینورنیل
جورج کمبل اینورنیل (انگلیسی: George Campbell of Inverneill؛ ۱۸۰۳ – ۲۵ آوریل ۱۸۸۲) فرد نظامی اهل پادشاهی متحد بریتانیای کبیر و ایرلند بود. وی همچنین برندهٔ جوایزی همچون نشان ستاره برنزی و نشان حمام شده‌است.